# Brian Branch
Brian Amani Branch (Fayetteville, 22 ottobre 2001) è un giocatore di football americano statunitense che milita nel ruolo di safety per i Detroit Lions della National Football League (NFL).

## Carriera universitaria
Branch al college giocò a football ad Alabama dal 2020 al 2022. Nella sua prima stagione disputò 12 partite, mettendo a segno 27 tackle, 2 passaggi deviati e 2 intercetti, vincendo il campionato NCAA. L'anno seguente fece registrare 55 tackle, di cui 5 con perdita di yard, un sack e 9 passaggi deviati. A fine stagione guidò i Crimson Tide con 8 placcaggi e 2 passaggi deviati nella vittoria di Alabama per 27-6 su Cincinnati nel Cotton Bowl Classic 2021. Branch iniziò la sua ultima stagione venendo valutato come una delle migliori safety in vista del successivo Draft. Nel 2022 fu inserito nella formazione ideale della Southeastern Conference e premiato come All-American.

## Carriera professionistica

### Detroit Lions
Branch fu scelto nel corso del secondo giro (45ª scelta assoluta) del Draft NFL 2023 dai Detroit Lions. Debuttò come professionista subentrando nella gara del primo turno e contribuendo in maniera decisiva con un intercetto su Patrick Mahomes ritornato per 50 yard in touchdown nella vittoria sui Kansas City Chiefs campioni in carica. Divenne così il primo giocatore dei Lions a fare registrare un intercetto ritornato in touchdown nella gara di debutto da Lem Barney nel 1967. Il secondo intercetto lo fece registrare nella vittoria della settimana 13 sui New Orleans Saints. La sua prima stagione si chiuse con 74 tackle, un sack, tre intercetti e un fumble forzato in 15 presenze, di cui 9 come titolare.
Nel sesto turno della stagione 2024, Branch fu premiato come miglior difensore della NFC della settimana dopo avere fatto registrare 6 placcaggi, 2 intercetti e un fumble forzato nella vittoria per 47-9 sui Dallas Cowboys. La settimana successiva fece registrare un altro intercetto nella vittoria sui precedentemente imbattuti Minnesota Vikings. Nel nono turno fu espulso nel primo tempo della gara contro i Green Bay Packers. A fine stagione fu convocato per il suo primo Pro Bowl.

## Palmarès
- Convocazioni al Pro Bowl: 1

2024
- Difensore della NFC della settimana: 1

6ª del 2024